# Request II
『Request II』（リクエスト・ツー）は、JUJUの2作目のカバーアルバム。2014年12月3日発売。

## 解説
デビュー10周年記念企画で、前回の『Request』から4年ぶりとなるカバーアルバム第2作。1989年から2005年の間に発表された女性アーティストの楽曲から選曲される。また12曲全てで、違うサウンド・プロデューサーが立てられている。『Request』は、原曲のシンガーが10代の時にヒットした楽曲が多かったが、本作は大人の歌が中心で、しっとりした情感の強い作品が多く収録されている。

## 収録曲
1. ANNIVERSARY
松任谷由実のカバー
作詞・作曲：松任谷由実/編曲：武部聡志
2. Swallowtail Butterfly 〜あいのうた〜
YEN TOWN BANDのカバー。
作詞: 岩井俊二, CHARA, 小林武史/作曲：小林武史/編曲：亀田誠治
3. Last Smile
LOVE PSYCHEDELICOのカバー。
作詞・作曲: LOVE PSYCHEDELICO/編曲：島田昌典
4. シングル・アゲイン
竹内まりやのカバー。
作詞・作曲：竹内まりや/編曲：松尾潔
5. 誰より好きなのに
古内東子のカバー
作詞・作曲：古内東子/編曲：島健
6. Miss You
今井美樹のカバー。
作詞：岩里祐穂/作曲：布袋寅泰/編曲：小林武史
7. Can't Stop Fallin' in Love
globeのカバー。
作詞・作曲：小室哲哉/編曲：大沢伸一
8. あなたのキスを数えましょう 〜You were mine〜
小柳ゆきのカバー。
作詞：高柳恋/作曲：中崎英也/編曲：松浦晃久
9. 情熱
UAのカバー
作詞：UA/作曲：朝本浩文/編曲：玉井健二
10. 人魚
NOKKOのカバー
作詞：NOKKO/作曲：作曲：筒美京平/編曲：冨田恵一
11. ENDLESS STORY
REIRA starring YUNA ITOのカバー。
作詞・作曲：Dawn Ann Thomas、日本語詞：ats-/編曲：蔦谷好位置
12. 糸
中島みゆきのカバー
作詞・作曲：中島みゆき/編曲：本間昭光